# Vlag van Vierlingsbeek

Vlag van de gemeente Vierlingsbeek
(1976-1998)

Dorpsvlag van Vierlingsbeek
(sinds 1998)

De vlag van Vierlingsbeek werd op 26 februari 1976 bij raadsbesluit vastgesteld als de gemeentelijke vlag van de gemeente Vierlingsbeek in de Nederlandse provincie Noord-Brabant. De vlag is in het besluit als volgt beschreven:
Negen banen geel-blauw-geel enz., (32:4:7:4:7:4:7:4:32) waarvan de 2de, 4de, 6de, en 8ste ten minste zevenmaal gegolfd zijn, met in de bovenhelft en in de onderhelft elk drie blauwe schijven, naast elkaar met een middellijn van 1/5 vlaghoogte.
De plaatsing van de schijven is aangegeven op de bij het raadsbesluit behorende tekening.
De kleuren van de vlag zijn ontleend aan het gemeentewapen. De vier golflijnen verwijzen naar de naam van de gemeente, terwijl de zes schijven zijn ontleend aan het wapen van Maashees en Overloon, een gemeente die in 1942 in Vierlingsbeek was opgegaan.
Op 1 januari 1998 is Vierlingsbeek opgegaan in de gemeente Boxmeer, waarmee de vlag als gemeentevlag kwam te vervallen. Sinds 2022 valt Vierlingsbeek onder de gemeente Land van Cuijk.

## Dorpsvlag
De dorpsvlag van Vierlingsbeek toont dezelfde kleuren en golvende banen als de gemeentevlag, maar de indeling is iets aangepast. De ballen zijn vervangen door het vroegere gemeentewapen, dat aan de broekzijde over de gegolfde banen heen is geplaatst.

## Verwante afbeeldingen

Wapen van Vierlingsbeek
Wapen van Maashees en Overloon

Aalburg 
· Aarle-Rixtel 
· Alphen en Riel 
· Bakel en Milheeze 
· Beek en Donk 
· Beers 
· Berghem 
· Berkel-Enschot 
· Berlicum 
· Bladel en Netersel 
· Borkel en Schaft 
· Boxmeer 
· Budel 
· Chaam 
· Cuijk 
· Cuijk en Sint Agatha 
· Den Dungen 
· Diessen 
· Dinteloord en Prinsenland 
· Drunen 
· Dussen 
· Engelen 
· Erp 
· Esch 
· Escharen 
· Fijnaart en Heijningen 
· Geffen 
· Geldrop 
· Gemert 
· Giessen 
· Ginneken en Bavel 
· Grave 
· 's Gravenmoer 
· Haaren 
· Halsteren 
· Haps 
· Heesch 
· Heeswijk-Dinther 
· Heeze 
· Helvoirt 
· Hoeven 
· Hooge en Lage Mierde 
· Hooge en Lage Zwaluwe 
· Hoogeloon, Hapert en Casteren 
· Huijbergen 
· Klundert 
· Landerd 
· Leende 
· Liempde 
· Lieshout 
· Lith 
· Luyksgestel 
· Maarheeze 
· Maasdonk 
· Made en Drimmelen 
· Megen, Haren en Macharen 
· Mierlo 
· Mill en Sint Hubert 
· Moergestel 
· Nieuw-Ginneken 
· Nieuw-Vossemeer 
· Nistelrode 
· Nuland 
· Oeffelt 
· Oost-, West- en Middelbeers 
· Oploo, Sint Anthonis en Ledeacker 
· Ossendrecht 
· Oud en Nieuw Gastel 
· Oudenbosch 
· Prinsenbeek 
· Putte 
· Raamsdonk 
· Ravenstein 
· Reusel 
· Riethoven 
· Rijsbergen 
· Rijswijk 
· Roosendaal en Nispen 
· Rosmalen 
· Schaijk 
· Schijndel 
· Sint Anthonis 
· Sint-Oedenrode 
· Sprang-Capelle 
· Standdaarbuiten 
· Terheijden 
· Teteringen 
· Uden 
· Udenhout 
· Veghel
· Vessem, Wintelre en Knegsel 
· Vierlingsbeek 
· Vlijmen 
· Wanroij 
· Waspik 
· Werkendam 
· Westerhoven 
· Willemstad 
· Woudrichem 
· Wouw 
· Zeeland 
· Zevenbergen
Acht
· Alphen
· Bavel
· Berghem
· Berlicum
· Biest-Houtakker
· Borkel en Schaft
· Chaam
· Cromvoirt
· Cuijk
· Den Dungen
· Dinteloord
· Effen
· Esch
· Galder
· Geeren-Noord
· Gemonde
· Haagse Beemden
· Haaren
· Halsteren
· Helvoirt
· Herpen
· Heusden
· Langenboom
· Leur
· Megen, Haren en Macharen
· Moergestel
· Nieuw-Vossemeer
· Nuland
· Olland
· Orthen
· Princenhage
· Ravenstein
· Rosmalen
· Sint-Michielsgestel
· Sprang
· Steenbergen
· Strijbeek
· Teteringen
· Ulvenhout
· Udenhout
· Velp
· Vierlingsbeek
· Waspik
· Wintelre